# Vrăniuț
Vrăniuț – wieś w Rumunii, w okręgu Caraș-Severin, w gminie Răcășdia. W 2011 roku liczyła 410 mieszkańców. 